# Keur Massar Sud
Keur Massar Sud ist eine Gemeinde (commune) im Département Keur Massar der Metropolregion Dakar, gelegen im zentralen Westen Senegals. Alle Gemeinden des Départements sind städtische Gemeinwesen, die durch den hohen Grad der Urbanisierung untereinander und mit anderen Nachbarkommunen baulich zusammengewachsen sind.

## Geografie
Keur Massar Sud liegt im Binnenland der Cap-Vert-Halbinsel. Vom Zentrum sind es jeweils etwa fünfeinhalb Kilometer bis zur Grande-Côte im Nordwesten und zur Petite-Côte im Südwesten. Die Grenze im Süden folgt dem Rand des von der Autoroute 1 durchschnittenen Forêt classée de Mbao (FCM). Mit Ausnahme der überall verstreut liegenden überschwemmungsgefährdeten Senken ist das Stadtgebiet fast vollständig bebaut.
Keur Massar Sud hat eine Fläche von 5,249 km². Benachbarte Kommunen sind im Uhrzeigersinn Mbao im Südwesten, Keur Massar Nord im Nordwesten, Tivaouane Peulh-Niaga im Norden und im Osten Jaxaay-Parcelles.

## Geschichte
Keur Massar Sud wurde im Jahr 2021 durch Aufteilung von Keur Massar in einen größeren Nord- und einen kleineren, aber sehr dicht besiedelten Südteil geschaffen und in seinen Grenzen definiert.

## Bevölkerung
Die letzten Volkszählungen ergaben für das Stadtgebiet (vor 2023: Zahlen für Keur Massar) jeweils folgende Einwohnerzahlen:
| Jahr | Einwohner |
| ---- | --------- |
| 1988 | …         |
| 2002 | 57.253    |
| 2013 | 201.653   |
| 2023 | 105.362   |

## Verkehr
Keur Massar Sud liegt etwas nördlich der Verkehrsachsen der Cap-Vert-Halbinsel, auf denen der West-Ost-Verkehr zwischen der Metropole Dakar und dem Rest des Landes fließt. Diesem Verkehr dienen die Nationalstraße N 1, ferner die Bahnstrecke Dakar–Niger, und mit der nahe gelegenen Anschlussstelle 8 der mautpflichtigen Autoroute 1 im Forêt de Mbao hat der Stadtbezirk eine schnelle Verbindung in Westrichtung mit der Hauptstadt Dakar und in Ostrichtung mit dem neuen internationalen Flughafen Dakar-Blaise Diagne.